# مت لنگریج
مت لنگریج (انگلیسی: Matt Langridge؛ زادهٔ ۲۰ مهٔ ۱۹۸۳) قایقران روئینگ اهل بریتانیا است.
وی در مسابقات کشوری و بین‌المللی در مجموع برندهٔ ۵ مدال طلا، ۳ مدال نقره، ۳ مدال برنز شده‌است.